# SN 1989G
SN 1989G – supernowa typu I odkryta 5 kwietnia 1989 roku w galaktyce IC2637. W momencie odkrycia miała maksymalną jasność 20,00m.